# Mathias Posch
Mathias Posch (* 24. července 1999 v Imstu) je rakouský reprezentant ve sportovním lezení, juniorský vicemistr Evropy a vítěz Evropského poháru juniorů v lezení na obtížnost.
Na mezinárodních závodech bodovali také jeho starší bratr Jan-Luca Posch (* 1998) — juniorský mistr Evropy a starší sestra Katharina Posch (* 1994) — vítězka Rock Masteru a juniorská mistryně světa.

## Výkony a ocenění

### Závodní výsledky
| Světový pohár | Světový pohár | Světový pohár |
| Rok           | 2016          | 2017          |
| ------------- | ------------- | ------------- |
| Obtížnost     | 63-65         | 0             |
| jednotlivě*   | ,31,27,       | ,40,          |

| Mistrovství světa juniorů | Mistrovství světa juniorů |
| Rok                       | 2014 kat B                |
| ------------------------- | ------------------------- |
| Obtížnost                 | 5                         |

| Mistrovství Evropy juniorů | Mistrovství Evropy juniorů | Mistrovství Evropy juniorů | Mistrovství Evropy juniorů | Mistrovství Evropy juniorů | Mistrovství Evropy juniorů | Mistrovství Evropy juniorů |
| Rok                        | 2013 kat B                 | 2014 kat B                 | 2015 kat A                 | 2016 kat A                 | 2017 junioři               | 2018 junioři               |
| -------------------------- | -------------------------- | -------------------------- | -------------------------- | -------------------------- | -------------------------- | -------------------------- |
| Obtížnost                  | 11                         | 2                          | 13                         | 4                          | 7                          | 2                          |
| Rychlost                   | —                          | —                          | —                          | 22                         | 11                         | 22                         |
| Bouldering                 | —                          | 6                          | —                          | 12                         | —                          | —                          |

| Evropský pohár juniorů | Evropský pohár juniorů |
| Rok                    | 2014 kat B             |
| ---------------------- | ---------------------- |
| Obtížnost              | 1                      |
| jednotlivě*            | ,                      |

* pozn.: nalevo jsou poslední závody v roce